# Títols de l'Imperi Romà d'Orient

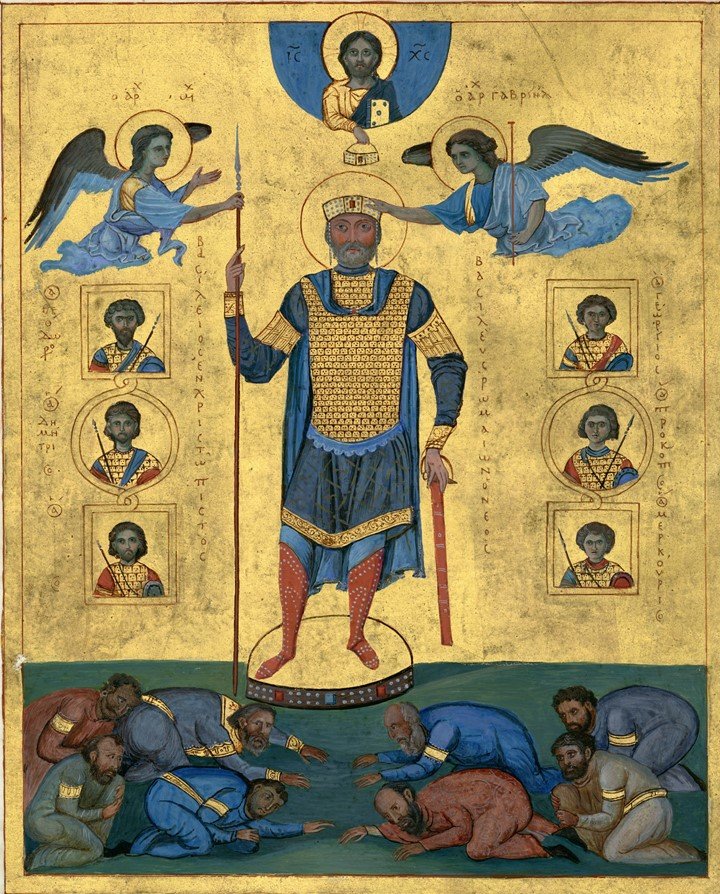
Pintura de l'emperador Basili II amb vestidura de triomf, que exemplifica la Corona Imperial per àngels.

Els títols de l'Imperi Romà d'Orient eren molts d'ells merament honorífics, perquè teòricament l'únic governant era l'emperador. L'Imperi Romà d'Orient tenia un sistema de burocràcia i aristocràcia força desenvolupat i complex. Durant els més de 1.000 anys d'existència de l'imperi, es van utilitzar i van deixar d'usar nombrosos títols, segons guanyaven o perdien prestigi. Al començament els títols usats a l'Imperi eren pràcticament els mateixos que Baix Imperi Romà, perquè Constantinoble va mantenir la continuïtat romana. A l'època d'Heracli, al segle vii, molts dels títols romans estaven ja antiquats; en temps d'Aleix I Comnè, molts dels càrrecs eren nous o havien canviat radicalment de sentit i funció, però es van mantenir quasi sense canvis des del regnat d'Aleix fins a la caiguda de Constantinoble el 1453.

## Antecedents històrics

Emblema de la dinastia dels Paleòlegs a l'Imperi Romà d'Orient

A l'antiguitat tardana (segle IV fins a principis del segle vii), el sistema de govern va seguir el model establert a la fi de l'època romana sota Dioclecià i Constantí el Gran, amb una separació estricta entre el càrrecs civils i militars i una escala de títols corresponents a l'administració, on la pertinença o no al senat romà d'Orient va ser la característica distintiva més important. Després de la transformació de l'estat romà d'Orient durant el segle vii a causa de la pèrdua territorial massiva en les conquestes musulmanes, aquest sistema es va esvair, i durant el període «clàssic» o central de l'estat romà d'Orient -segles VIII-finals del segle XI-, un nou sistema va sorgir, amb la cort centralitzada. En aquest sentit, els nous títols derivats dels càrrecs públics més antics, ara eren obsolets, dignitats públiques d'un cert nivell van ser premiades. Una classe senatorial que va romandre en el seu lloc, i es va incorporar a una gran part de la cúpula superior, com tots els funcionaris de la categoria de protoespatari -literalment "«primer portador d'espasa»" originàriament el cap dels guardaespatlles de l'emperador- es considerava un dels seus membres. Durant aquest període, moltes famílies van continuar sent importants durant alguns segles, i diversos emperadors van ser de l'aristocràcia. Dos grups es poden distingir: un de noblesa civil metropolitana i un altre militar de la província, els últims eren les grans propietats rurals de base regional i no tenien, pel que sembla, forces militars pròpies, a diferència de l'Europa occidental contemporània.
Els segles x i XI van veure un augment de la importància de l'aristocràcia, i un nombre més gran de noves famílies que van entrar en ella. Novament les pèrdues catastròfiques en aquest últim segle xi van provocar una reorganització del sistema administratiu imperial, de la mà de la nova dinastia dels Comnens: els càrrecs i els títols més antics van caure gradualment en desús, mentre que una sèrie de nous tractaments honorífics va sorgir, que va significar principalment la proximitat de relació familiar del destinatari amb l'emperador. L'imperi encapçalat pels Comnens, i més tard els seus successors de la dinastia dels Paleòlegs, es van basar principalment en l'aristocràcia terratinent, mantenint la governabilitat de l'estat estretament controlada per un nombre limitat de famílies nobles que contreien matrimoni entre si. Al segle xi i xii, per exemple, s'han identificat unes 80 famílies civils nobles i 64 famílies militars, un nombre molt petit para un estat tan gran. Finalment, en el sistema de la dinastia dels Paleòlegs, segons va informar  pseudo-Kodinos, es pot discernir la nomenclatura acumulada durant segles, amb antics alts rangs que es van devaluar i d'altres que van pendre el seu lloc, i l'antiga distinció entre el càrrec i la dignitat havia desaparegut.

## Títols imperials

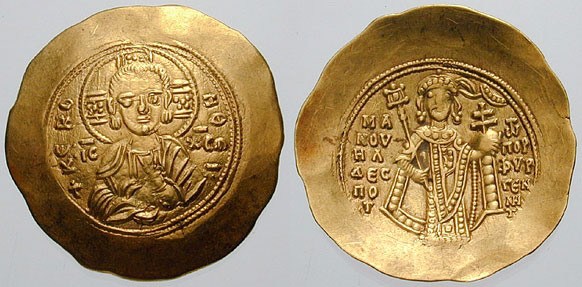
La part posterior d'aquesta moneda de Manuel I Comnè porta el seu títol, Porphyrogennetos.

Aquests van ser els més importants títols, per regla general limitats als membres de la família imperial o per a uns pocs governants estrangers molt selectes, l'amistat dels quals l'emperador desitjava.

### Títols per a emperadors
- Basileu - (Terme grec βασιλεύς) per a «rei», en substitució del terme arcaic ànax, canvi que es va produir durant l'Edat fosca grega.

En principi feia referència a qualsevol rei del món grec-parlant de l'Imperi Romà, com Herodes a Judea. També s'usava per referir-se a l'emperador (xa) de Pèrsia. Heracli va adoptar aquest títol en substitució de l'antic títol llatí de August (Augustus) el 629, i es va convertir així en el terme grec per designar l'emperador. Heracli també va utilitzar els títols de autokrator ("autòcrata") i kyrios ("senyor"). Els romans d'Orient reservaven el terme «basileus» entre els governants cristians exclusivament per a l'emperador a Constantinoble, i es referien en canvi als reis europeus occidentals com "rigas", forma hel·lenitzada de la paraula llatina "Rex" (rei).
Basilissa - La forma femenina basilissa s'usava per referir-se a l'emperadriu. Les emperadrius eren denominades «Eusebestati Augousta» (La més Pia Augusta), i també s'anomenaven Kyria (senyora). Basileupator era un títol honorífic reservat per al pare d'un emperador, encara que no tenia perquè ser necessàriament el pare de l'emperador que estigués aleshores en el tron. El primer d'usar aquest títol va ser Estilià Zaützes, un noble d'època de Lleó VI el Filòsof, i Romà Lecapè també va utilitzar aquest títol quan va ser regent de Constantí VII. La primogenitura, o fins i tot la transmissió hereditària del tron, mai no va arribar a ser establerta fermament i legal en la successió imperial romana d'Orient, ja que en principi l'emperador romà era escollit pel Senat, el poble i l'exèrcit. Aquest fet s'establia fermament en la tradició «republicana» romana, segons la qual es rebutjava qualsevol forma d'herència del poder i el títol imperial consistia teòricament en la coincidència de diversos càrrecs de la República en una mateixa persona. Molts emperadors, desitjosos de salvaguardar el dret al tron per als seus primogènits, els coronaven com coemperadors quan encara eren nens, assegurant-se així que després de la seva mort el tron imperial no quedaria vacant ni un instant. Aquest afecte dels romans d'Orient pel principi de la legitimitat va fer que, a la mort de Zoè Porfirogènita, que governava després de la mort del seu espòs Constantí IX, el poble reclamés treure del convent a l'última filla de Constantí VIII, Teodora, per tal de proclamar-la basilissa.
- Porfirogènit- (En grec: πορφυρογέννητος). Els emperadors que desitjaven emfasitzar la legitimitat de la seva ascendència al tron, afegien als seus noms el títol de porfirogènit: «nascut en la porpra», amb el sentit que havien vingut al món en la sala de naixements del palau imperial -nomenada «Porphyra» perquè estava recoberta de lloses de marbre purpuri-, eren fills d'un emperador regnant i, per tant, legítims. La primera evidència de la utilització del terme procedeix del any 846, quan Constantí VII Porfirogènit en el seu llibre De Ceremoniis, descriu les celebracions posteriors al naixement d'un porfirogènit.[5]
- Autocràtor – (En grec: αὐτοκράτωρ «emperador»), aquest títol va ser en un principi equivalent a Imperator, i estava reservat als emperadors.

### Títols utilitzats per la família imperial

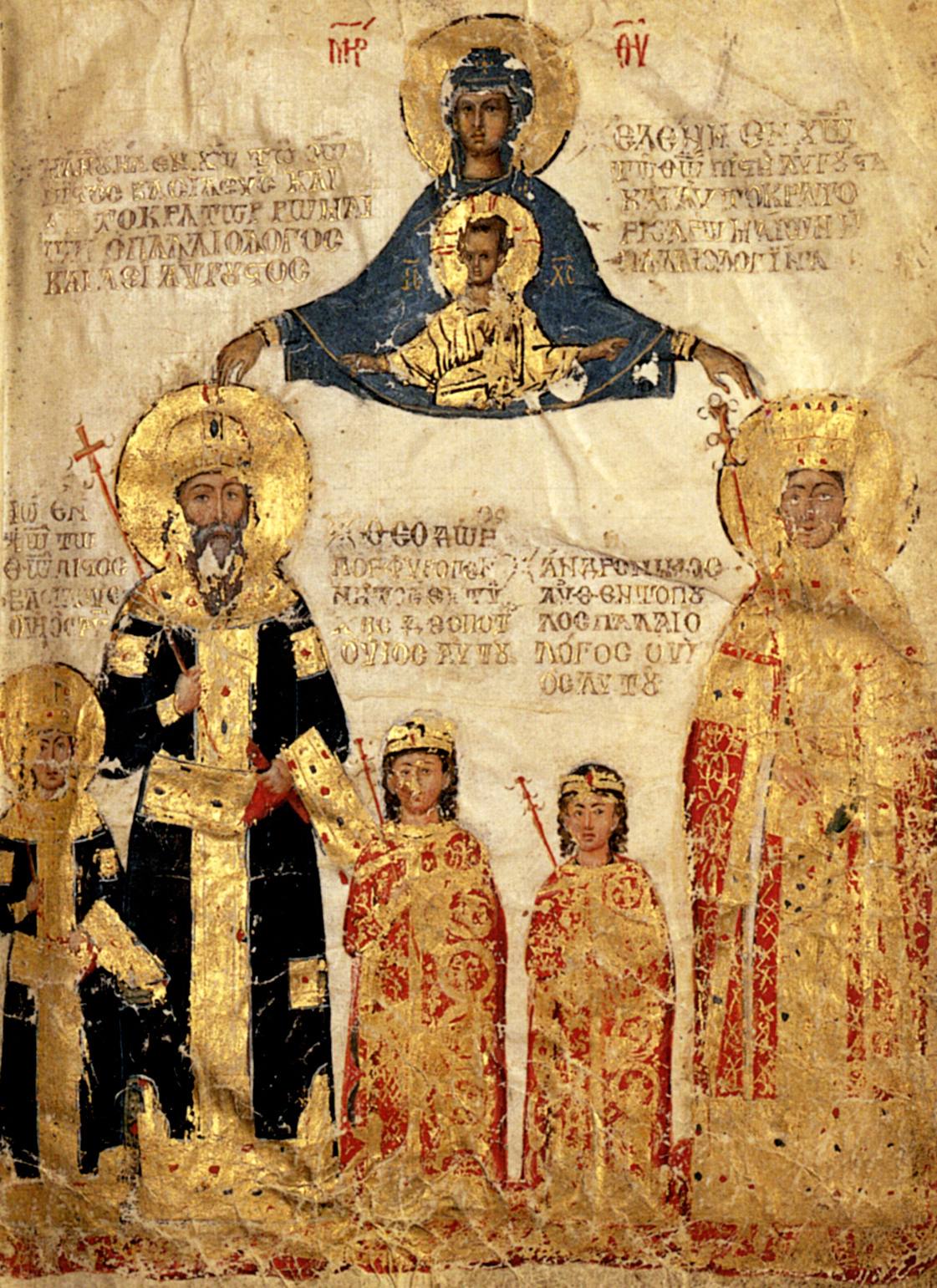
Emperador Manuel II Paleòlegamb la seva família: l'emperadriu Helena Dragaš, i els seus tres fills, Joan VIII futur emperador; Andrònic dèspota deTessalònica; i Teodor II dèspota de Morea. Joan, com hereu del seu pare i coemperador, porta una rèplica exacta del seu vestit imperial.

- Dèspota en grec δεσπότης i en femení δέσποινα). El títol de dèspota va ser creat per Manuel I Comnè al segle xii, com el màxim títol després de l'emperador. Un dèspota podia ser el titular d'un despotat, com per exemple del Despotat de Morea, amb capital a Mistràs. El mencionat títol seria usat per l'hereu del tron romà d'Orient des de 1261. La forma femenina, despoina, s'usava per referir-se tant a una dona amb el càrrec de dèspota com a l'esposa d'un dèspota.
- Sebastocràtor (en grec: σεβαστοκράτωρ «Venerable governant»), títol creat per Aleix I Comnè adient-se els de autocràtor i sebast. El primer sebastocràtor va ser el germà d'Aleix, Isaac; en essència era un títol sense contingut, que indicava simplement una relació molt propera amb l'emperador. La seva forma femenina era sebastocratoressa.
- Cèsar (en grec:καῖσαρ), en un principi, com en el Baix Imperi Romà, aquest títol era usat per un coemperador subordinat o pel suposat hereu. Quan Aleix I va crear el títol de sebastocràtor, kaiser va passar a ser el tercer en importància, i seria el quart després que Manuel I Comnè creés el títol de dèspota. el títol en femení es caesarissa. Tanmateix, es va mantenir com un càrrec de gran importància, va ser concedit a alguns funcionaris distingits d'alt rang, i només rarament concedit als estrangers. Justinià II va nomenar Tervel, kan dels búlgars, kaiser el 705; el títol després es va convertir en l'eslau tsar. Andrònic II Paleòleg també va nomenar kaiser, l'any 1304, a Roger de Flor, líder de la Gran Companyia Catalana.[6][7]
- Megaduc (en grec Μέγας Δουξ). Dignitat que seguia en rang a la de Cèsar. Fou atorgada primer a Roger de Flor i després a Berenguer d'Entença i de Montcada.[8][9]
- Nobilissimus - (En grec: νωβελίσσιμος, «més noble»), originàriament va ser un títol donat als parents propers de l'emperador, subordinats únicament al del kaiser. Durant el període dels Comnens, el títol fou atorgat als funcionaris i dignataris estrangers. El títol Prōtonobelissimus va ser creat en el seu lloc, fins que també va començar a declinar, solament per ésser reemplaçat per una forma encara més augmentada: Prōtonobelissimohypertats. Per l'època de la dinastia dels Paleòlegs tardana, el primer havia desaparegut, mentre que el segon era un funcionari provincial.[10][11]
- Curopalata - (En grec: κουροπαλάτης, "[aquell] qui té cura del palau»"), En primer lloc documentat en el moment de Justinià I, era l'oficial a càrrec de l'execució del palau imperial. Tanmateix, la gran autoritat i la riquesa que es derivaven d'aquesta posició, així com la proximitat a l'emperador, significava un gran prestigi. Va ser concedit a importants membres de la família imperial, però des del segle xi en endavant, es va reduir, i per regla general es va atorgar als governants vassalls d'Armènia i Geòrgia.[12]
- Sebast - (En grec: σεβαστός), aquest títol era la traducció literal grega de la paraula llatina Augustus, i alguna vegada també va estar reservat als emperadors. En temps d'Aleix I Comnè va passar a ser menys important després de la creació del títol de protosebast ("Primer Venerable"), i es va atorgar als seus germans i parents.[13] Tanmateix, els processos paral·lels de la proliferació i la devaluació dels títols durant el segle xii van donar com a resultat la creació d'una desconcertant varietat sovint ridícula de grans variacions, mitjançant l'ús dels prefixos pan ("únic"), hyper ("a dalt"), proto ("primer"): els exemples inclouen pansebast, panhipersebast o hiperprotopansebastohipèrtat. Pocs d'ells realment van sobreviure més enllà del segle xii, i tots ells van reduir ràpidament en importància.

Els romans d'Orient també tenien títols aristocràtics per als membres inferiors de la família imperial i per a la noblesa de més petit rang. Aquests títols acostumaven a estar adaptats de termes llatins i en un cert mode eren equivalents a títols similars presents a l'Europa occidental -que alhora també es derivaven de termes llatins-. Entre aquests es consideraven els títols de prinkeps (príncep), doux (duc) i komes (comte). També disposaven de títols com kleisourarka, apokomes i akrita, més o menys equivalents als de marquès, vescomte o baró.

## Títols judicials delsegleviiialxi

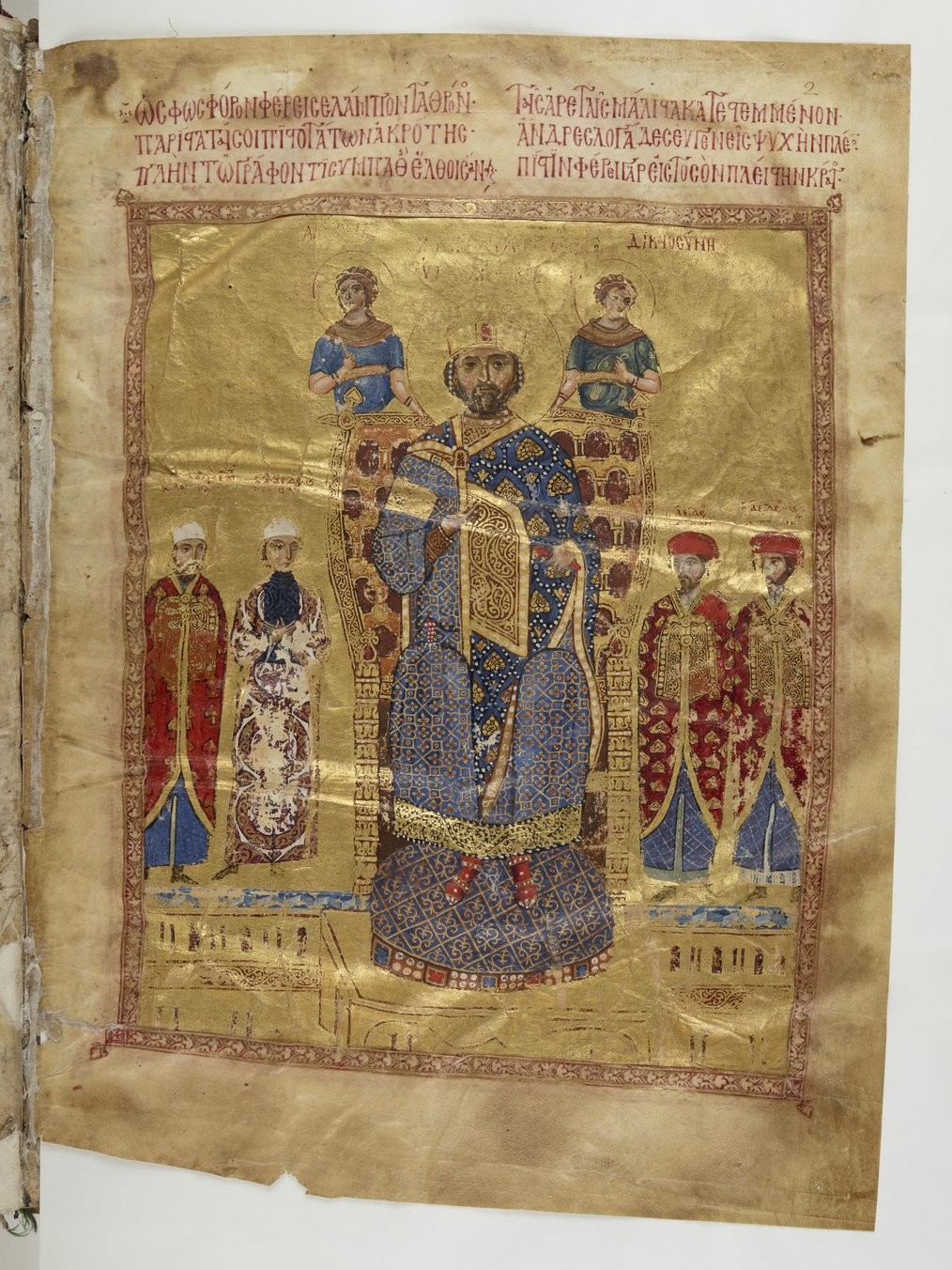
L'emperador Nicèfor III Botaniates flanquejat per personificacions de la Veritat i la Justícia, i amb els seus alts dignataris de la cort, en un manuscrit il·luminat que data circa 1070.

Entre els segles VIII i XI, segons la informació proporcionada pel Taktikon Uspenski, i el Cletorològion de Filoteu (899) i els escrits de Constantí VII, per sota dels títols imperials, els romans d'Orient distingien dues categories de dignitats (ἀξίαι): les «dignitats per premi» (διὰ βραβείων ἀξίαι), que eren títols honorífics judicials i es concedien per l'adjudicació de rang, i les «dignitats per proclamació» (διὰ λόγου ἀξίαι), que eren els càrrecs de l'estat i eren conferides per pronunciament imperial. Els primers es divideixen alhora en tres subcategories, depenent de qui era elegible per a ells: els diferents conjunts de títols existien per als «barbuts» (βαρβάτοι, del llatí barbati, és a dir, «no eunucs»), els eunucs (ἐκτομίαι) i les dones.) 

### Títols per a barbuts i eunucs
Els títols per als "«els barbuts»" (no eunucs) van ser, en ordre de precedència descendent:
- Pròedre - (En grec: πρόεδρος "president"): Originàriament reservat per als eunucs, es va atorgar a partir de la segona meitat del segle xi als «barbuts», especialment als funcionaris militars.[16]
- Mestre dels oficis o Mestre _ (en grec: (μάγιστρος) a l'estat romà d'Orient, va ser un dels funcionaris de més categoria, però a mesura que les seves funcions van ser relegades gradualment a altres funcionaris, al segle viii, només va quedar el títol. Es va mantenir en alt honor, i solament rara vegada es va concedir fins al segle x.[17] A començaments del segle x, n'hi va haver fins a dotze títols diferents, el primer entre els mateixos portava el títol prōtomagistros. A partir d'aleshores es van multiplicar el nombre dels seus titulars, i el càrrec va desaparèixer en algun moment del segle xii.[18]
- Vestarca - (en grec: βεστάρχης), fou adoptat a l'última meitat del segle x per als eunucs d'alt rang. Es va atorgar als «barbuts» per a alts comandaments d'oficials militars i funcionaris judicials de Constantinoble des de 1050 successivament. Va desaparèixer a començaments del segle xii.[19]
- Vestes - (en grec: βέστης), títol honorífic d'alt nivell, en primer lloc documentat sota Joan I Tsimiscés. S'atorgava a eunucs i no eunucs, fins principis del segle xii.[20] El terme està etimològicament connectat a vestiàrion, el «guarda-roba imperial», però malgrat els intents anteriors per connectar el vestai i el títol relacionat de vestarca, amb els funcionaris del vestiarion, no sembla haver existit cap relació.[21]
- Antípat - (en grec: ἀνθύπατος, "procònsol"), originàriament, el rang més alt per als governadors provincials, que va sobreviure a la creació del sistema de temes, fins que, al segle ix, es va convertir en un títol purament honorífic. La variant prōtanthypatos va ser creat al segle xi per contrarestar la disminució de la seva importància, però tots dos van desaparèixer a la fi del segle xii.[22][23]
- Protoespatari - (en grec: era el títol donat pel líder dels spatharii, o Σωματοφύλακες, capità de la guàrdia imperial). Per exemple, al segle vi, Narsés portava aquest títol.[24] Però amb el temps hi va esdevenir un títol civil vinculat a un càrrec de govern i judicial a províncies. El càrrec va sobreviure fins al període de la dinastia dels Paleòlegs, però havia disminuït fins al lloc 35 de la jerarquia.[25]
- Silenciari - (en grec: σιλεντιάριος), originàriament va ser un grup de cortesans responsables del manteniment de l'ordre -incloent respectuós silenci- a les processons i a Les recepcions del palau imperial.[26]
- Paracemomen - (En grec: παρακοιμώμενος, "El que dorm al costat [de l'emperador]"), fou una posició cortesana, en general reservat per als eunucs. Molts dels seus titulars, sobretot en els segles IX-X, van actuar com els principals ministres de l'Imperi Romà d'Orient.

### Títol per a dones
- Patrícia cenyida- (En grec: ζωστὴ πατρικία) era l'únic títol especial reservat per a les dones. Aquest títol va ser donat a les dames d'honor de l'emperadriu, i, segons Philotheos, va ser un lloc destacat en la jerarquia, per sobre també dels magister officiorum i proedros i just sota els curopalates.[27] El títol es coneix des de començaments del segle ix, i va desaparèixer al segle xi.[28] Fora d'això, les dones ostentaven les formes femenines dels títols dels seus marits.

## Càrrecs administratius

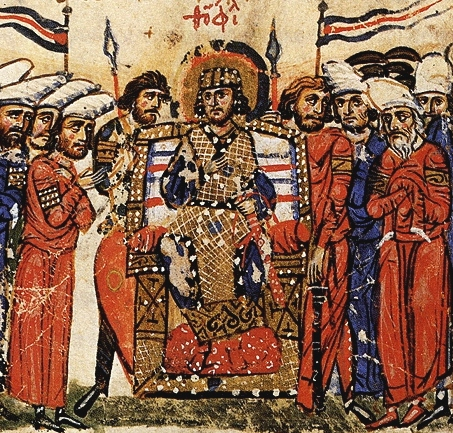
L'emperador Teòfil flanquejat pels cortesans. Il·lustracció de Skylitzes Matritensis.

La vasta burocràcia romana d'Orient tenia molts títols, i més variats que els títols aristocràtics i militars. A Constantinoble hi havia normalment centenars, si no milers, de buròcrates en qualsevol moment. A l'igual del clericat i els militars, portaven vestits elaboradament diferenciats, sovint incloent enormes barrets. Aquests són alguns dels més comuns, inclosos els no nobles que també servien directament a l'emperador:
- Prefecte del pretori - Era un antic càrrec romà utilitzat pel comandant de l'exèrcit en les zones occidentals de l'Imperi Oriental. Va ser suprimit en el segle vii a causa d'unes àmplies reformes civils i militars. Després de les reformes de Dioclecià, les funcions del prefecte van omplir una àmplia esfera; com les administratives, financeres, judicials, i també les legislatives. Els governadors provincials van ser nomenats sota la seva recomanació i també el seu acomiadament, encara que subjecte a l'aprovació de l'emperador. Rebien informes periòdics de l'administració dels governadors de les províncies. Tenien tresors propis, i el pagament i els subministraments d'aliments per a l'exèrcit van recaure sobre ells. També van ser jutges suprems d'apel·lació.
- Basleopàtor (en grec: βασιλεοπάτωρ, «pare de l'emperador»), un títol excepcional,[29] concedit solament dues vegades en la història romana d'Orient. Encara que un basleopàtor no era el pare real de l'emperador, el títol no denota necessàriament cap relació familiar en absolut, tots dos receptors eren sogres de l'emperador:[30] Stylianos Zautzes sota Lleó VI el Filòsof i Romà I breument com a regent de Constantí VII, abans que s'incorporés com coemperador.[31] És el primer lloc entre els títols «decretats», i va suposar àmplies funcions administratives.
- Eparca - Fou el representant suprem del senat i prefecte de Constantinoble, el càrrec va ésser honorífic a partir del segle xii.[32]
- Logoteta - (en grec: λογοθέτης), va ser un títol administratiu originari de l'Imperi Romà d'Orient. A la meitat i finals d'Imperi Romà d'Orient, va passar a convertir-se en un alt rang administratiu, equivalent a un ministre o secretari d'Estat.[33][34]